# Historia del uniforme del Real Club Celta de Vigo

### Historia
La idea de usar el azul celeste en la camiseta del club fue del directivo Juan Baliño Ledo, uno de los fundadores del club, a pesar de esta idea el Celta comenzó jugando sus primeros partidos vistiendo camiseta roja, pantalón negro y medias azules y blancas. A pesar de ello, se acordó que el equipo B del Celta sí que llevaría los colores propuestos por Baliño Ledo, con pantalón negro, pasando en poco tiempo a ser también el color principal del primer equipo.

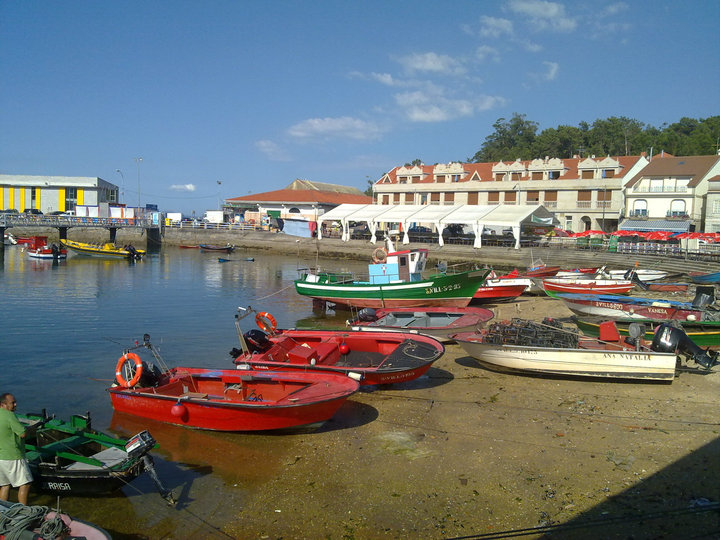
Embarcación pesquera en la Isla de Arosa engalanada con el escudo y los colores del Celta.

En marzo de 1924, en un partido de cuartos de final de la Copa del Rey que enfrentaba a los celestes contra el Athletic Club en el Campo de Coya, en la portada de Faro de Vigo el Celta viste una camiseta a rayas verticales, aunque al ser la fotografía en blanco y negro no se distinguen los colores. Con todo, no se volvió a encontrar ninguna otra fotografía con esta camiseta que no era ni la roja ni la celeste.
Hoy en día los colores del uniforme del Celta son invariablemente la camiseta celeste, el pantalón blanco y las medias celestes, representando la bandera gallega. Se exceptúa de este patrón de colores al empleado en la participación en la Liga de Campeones de la UEFA 2003-04 y en la Copa de la UEFA 2006-07, donde camiseta, pantalón y medias fueron de color celeste. Las equipaciones suplentes no tienen ningún diseño fijo definido y en los últimos años han sido de color rojo, negro, verde, azul cobalto, morado e incluso color burdeos. En la temporada 2021-22 se recuperan los colores de la bandera de Vigo para ser utilizados en la segunda equipación, como ya había sucedido veinte años antes, en la temporada 2001-02, cuando el equipo lució el blanco y el rojo en dos franjas verticales durante tres campañas, hasta el fin de la temporada 2003-04. De esta manera se hizo también un guiño a uno de los clubes fundacionales del Celta, el Real Vigo Sporting Club, que lucía en su camiseta los colores de la ciudad olívica.
Para la temporada 2020-21 se decidió en un principio que las medias de la primera equipación fuesen de color blanco, circunstancia de la que no se conocen precedentes. Sin embargo, tras disputar la pretemporada y el primer encuentro liguero con medias blancas, en la segunda jornada del campeonato el equipo vuelve a vestir las tradicionales medias celestes para recibir en Balaídos al Valencia C. F.
- Uniforme titular: Camiseta azul celeste, pantalón blanco y medias azul celeste, con detalles dorados en cada una de las piezas.
- Uniforme alternativo: Camiseta, pantalón y medias de color negro, con detalles dorados en cada una de las piezas.

## Evolución del Uniforme

### Titular
| 1993-95 | 1995-97 | 1997-99 | 1999-01 | 2001-03 | 2003-05 | 2005-07 | 2007-08 | 2010-11 |  |

| 2011-12 | 2012-13 | 2013-14 | 2014-15 | 2015-16 | 2016-17 | 2017-18 | 2018-19 | 2019-20 |  |

| 2020-21 | 2021-22 | 2022-23 | 2023-24 | 2024-25 |

### Reserva
| 1993–95 | 1995–96 | 1996–97 | 1997–99 | 1999-00 | 2001–03 | 2004–06 | 2006–08 | 2010–11 |
| 2011–12 | 2012–13 | 2013–14 | 2014–15 | 2015–16 | 2016–17 | 2017–18 | 2018–19 | 2019–20 |
| 2020–21 | 2021–22 | 2022–23 | 2023–24 | 2024–25 |         |         |         |         |

### Tercero
| 1993-95 | 1997-99 | 1999-00 | 2001–03 | 2013–14 | 2014–15 | 2016–17 | 2022-23 | 2024-25 |

## Proveedores y patrocinadores
| 1980-1982       | Meyba | Ninguno |
| 1982-1986       |       | Ninguno |
| 1986-2010       |       |         |
| 2010-2013       |       |         |
| 2013-2016       |       |         |
| 2016-2024       |       |         |
| 2024-actualidad |       |         |

Meyba-Adidas
El primer proveedor técnico del RC Celta, fue la firma barcelonesa Meyba en 1980. En la temporada 1982-83, Adidas pasa a ser el proveedor. El cambio coincide con la celebración en España del Mundial 1982, que supuso la gran expansión en el país de la sponsorización deportiva de los clubes y de la selección nacional, siendo la marca de las tres franjas la predominante en la mayoría de las equipaciones.
Citroën-Umbro
En la temporada 1986-87, la firma inglesa Umbro, de amplio arraigo en el fútbol gallego y presente en la provincia a través de una filial de fabricación y distribución, se convirtió en el proveedor técnico oficial del club, prolongándose su vinculación hasta 2010. La temporada previa 1985-86, comenzó la vinculación del primer patrocinador principal de las equipaciones del club, la marca automovilística francesa Citroën, que tiene en la Fábrica PSA de Vigo, la factoría más importante del Groupe PSA fuera de Francia.
El doble rombo de umbro y el doble chevrón de Citroën, lucieron juntos en la camiseta celtiña durante 24 temporadas (1986-2010), suponiendo un caso único en el mundo del fútbol, en cuanto a la permanencia de un mismo proveedor deportivo y patrocinador.
Citroën-Adidas
Desde la temporada 2013-14, la firma alemana Adidas retornó como proveedor técnico oficial del club, reuniéndose de nuevo el proveedor y patrocinador (Citroën), de la primera sponsorización de 1985. El acuerdo suscrito entre ambas partes fue por cuatro temporadas hasta 2017 y viene precedido por el trienio 2010/13, en el que la firma china Li Ning, fue el proveedor deportivo.
Estrella Galicia-Adidas
Tras 30 años de patrocinio de Citroën, el club vigués finalizó su vinculación con la marca automovilística. Desde la temporada 2016-17, su patrocinador principal es Estrella Galicia, empresa cervecera gallega que a través de la marca «Estrella Galicia 0,0», patrocina a su vez a C. D. Lugo, Deportivo de La Coruña y Real Valladolid C.F.